# الرابح الأكبر (الموسم 2)
بدأ الرابح الأكبر في موسمه الثاني وكالعادة مع 14 مشترك من شتى الدول العربية وأيضاً قسم المشتركين إلى فريقين الأحمر والأزرق ولكن هذه المرة كان جميع أعضاء الفريق الأحمر من النساء والأزرق من الرجال أي النساء ضد الرجال

## المشتركين
| المشترك                              | الفريق        | الحالة                      |
| ------------------------------------ | ------------- | --------------------------- |
| أحمد الظفيري , الكويت                | الفريق الأزرق | استبعد في الأسبوع الثاني *  |
| حنان أبو حمدة , فلسطين               | الفريق الأحمر | استبعدت في الأسبوع الثالث   |
| فيصل الغامدي , السعودية              | الفريق الأزرق | انسحب                       |
| هويدة الكرتيلي , المغرب              | الفريق الأحمر | استبعدت في الأسبوع الرابع   |
| إيهاب الخولي , مصر                   | الفريق الأزرق | استبعد في الأسبوع الخامس    |
| أماني محمد , العراق                  | الفريق الأحمر | استبعدت في الأسبوع السادس   |
| فضل الفران , السعودية                | الفريق الأزرق | استبعد في الأسبوع السابع    |
| سميرة عوني , الجزائر                 | الفريق الأحمر | استبعدت في الأسبوع الثامن   |
| سالمة الحبشي , السعودية              | الفريق الأحمر | استبعدت في الأسبوع التاسع   |
| فهد خليفة , السعودية                 | الفريق الأزرق | استبعد في الأسبوع العاشر    |
| أحمد البكري , قطر                    | الفريق الأزرق | اسبعد في الأسبوع الحادي عشر |
| النهائيات                            |               |                             |
| عبير شحادة , لبنان                   | الفريق الأحمر | صاحبة المركز الثالث         |
| ولاء عادل , مصر                      | الفريق الأحمر | صاحبة المركز الثاني         |
| وليد حميد , الإمارات العربية المتحدة | الفريق الأزرق | الرابح الأكبر               |

الفرق
  الفريق الأحمر بقيادة المدرب هاني أبو النجا
  الفريق الأزرق بقيادة المدربة باتسي صليبا
الفائزون
  الفائز بجائزة 250.000 ريال سعودي ( في النهائيات )
  الفائزة بجائزة 50.000 ريال سعودي ( من بين المستبعدين )
- فهد كان أول المستبعدين من الرابح الأكبر ولكن بسبب انسحاب فيصل حل فهد محله وكان أحمد ثاني المستبعدين